# BNSF Railway
L'empresa BNSF Railway (codi BNSF) és una de les empreses de transport ferroviari de mercaderies més gran d'Amèrica del Nord. És un dels set ferrocarrils de Classe I; amb un total de 35.000 empleats, 52.300 quilòmetres (32.500 milles) de vies a 28 estats diferents i prop de 8.000 locomotores. Té tres rutes transcontinentals que els Estats Units d'Amèrica d'est a oest.
L'empresa BNSF Railway és una filial de Burlington Northern Santa Fe, LLC, una empresa amb seu a Fort Worth, Texas i que, alhora, és una filial de Berkshire Hathaway, Inc.. Aquesta última té la seva seu a Omaha, Nebraska. L'actual CEO de BNSF Railway és Kathryn Farmer.